# 岡山市立江西小学校
岡山市立江西小学校（おかやましりつこうさいしょうがっこう）は、岡山県岡山市東区瀬戸町江尻1399番地の2にある公立小学校。

## 概要
全校生徒は約700人で、岡山市合併前の旧瀬戸町時代では最大の小学校であった。

## 沿革
- 1887年 - 代官屋敷跡に創立
- 2007年1月22日 - 瀬戸町の岡山市への編入合併により、名称を「岡山市立江西小学校」に変更。

## 主な進学先
- 岡山市立瀬戸中学校

## 通学区域が隣接している学校
- 岡山市立千種小学校
- 岡山市立御休小学校
- 岡山市立平島小学校
- 岡山市立浮田小学校
- 岡山市立古都小学校
- 岡山市立牧石小学校
- 赤磐市立山陽小学校

## 関係項目
- 岡山県小学校一覧